# ایرینا پترنکو
ایرینا پترنکو (انگلیسی: Iryna Petrenko؛ زادهٔ ۴ ژوئیهٔ ۱۹۹۲) ورزشکار دوگانه اهل اوکراین است. وی همچنین از ورزشکاران دوگانه در بازی‌های المپیک زمستانی ۲۰۱۸ بوده‌است.